# Aflexia rubranura
Aflexia rubranura är en insektsart som beskrevs av Delong 1935. Aflexia rubranura ingår i släktet Aflexia och familjen dvärgstritar. Inga underarter finns listade i Catalogue of Life.